# Національний парк Ватнайокутль
Національний парк Ватнайокутль (ісл. Vatnajökulsþjóðgarður) — один з трьох національних парків в Ісландії. До його складу повністю входить льодовик Ватнайокутль і великі території навколо. Також парк містить національні парки, які існували тут раніше, наприклад Скавтафетль.
Загалом, національні парки — це території під захистом, які вважаються унікальними в силу своєї природи або культурної спадщини. Унікальні якості Ватнайокутль полягають, в першу чергу, у великій різноманітності ландшафту, який утворився під впливом річок, пакового льоду, а також вулканічної і геотермальної активності.
5 липня 2019 року парк був включений до переліку Світової спадщини ЮНЕСКО.

## Історія

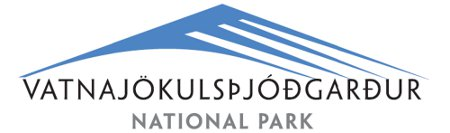
Емблема парку

Національний парк Ватнайокутль був створений 7 червня 2008 року. При заснуванні площа парку становила 12,000 км², але з останніми доповненнями Lakagígar, Лаунгісьоур, Krepputunga та Йокюльсарлон (разом з навколишніми землями) тепер охоплює 14,141 км² або близько 14% території Ісландії, що робить його другим в Європі національним парком за площею після Югид-ва в Росії.

## Географія та геологія

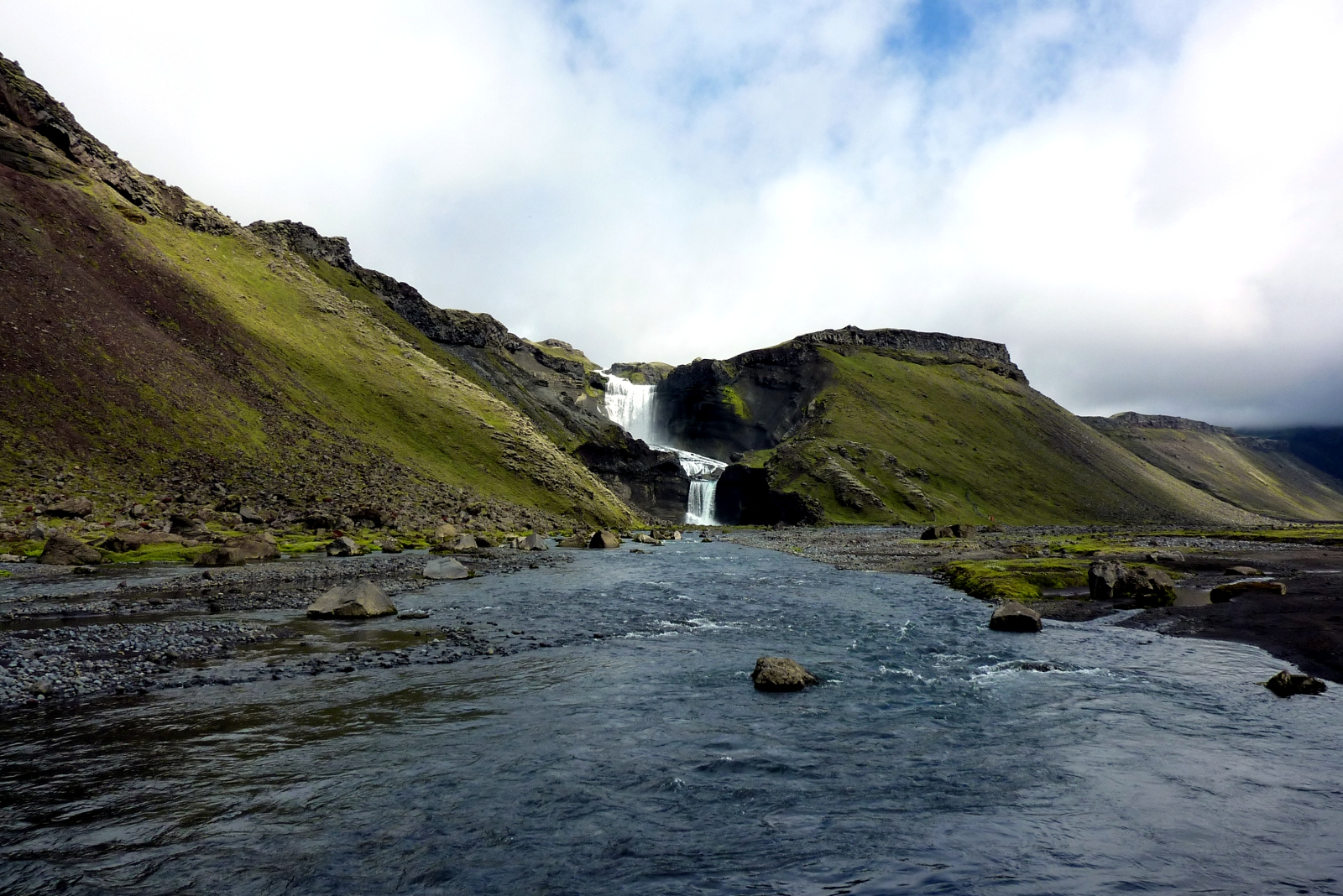
Водоспад Оувайрусс на річці Ельдґ'яу

Ватнайокутль є найбільшим льодовиком в Європі за межами Арктики, площа якого становить 8,100 км². В середньому товщина льоду становить 400—600 м в товщину, з найбільшим показником 950 м. Льодовик приховує під собою ряд гір, долин та плато. Він також приховує деякі активні центральні вулкани, з яких Бардарбунґа є найбільшим і Ґрімсвотн найактивнішим. 
Льодовиковий покрив піднімається на найвищому рівні до понад 2000 м над рівнем моря, у той час як льодовикове підніжжя сягає нижчої точки 300 м. над рівнем моря. Ніде в Ісландії, за винятком льодовика Мірдальсйокутль, не випадає більше опадів або більше стікає води до океану, ніж на південній стороні льодовика Ватнайокутля. На початок XXI століття льодовик Ватнайокутль зберігається стільки води, що ісландській річці з найбільшим стоком, Ольвусау, знадобилося б понад 200 років, аби доставити таку кількість води до океану.
Краєвиди навколо льодовика є надзвичайно різноманітними. У північному напрямку високогірне плато перетинають льодовикові ріки з потужними потоками влітку. Вулкани Аск'я, Кверкфьотль та Снайфетль височіють над цим регіоном разом з вулканічною плоскогірною горою Гердрубрейд. У давнину величезні льодовикові повені утворили каньйон Йокульсарґлюфур у північній течії цього плато. Могутній водоспад Деттіфосс гримить у верхній частині цього каньйону, тоді як мальовничі утворення в Хльораклеттар та вигнуті підковою скелі Аусбирґі розташовані далі на північ.

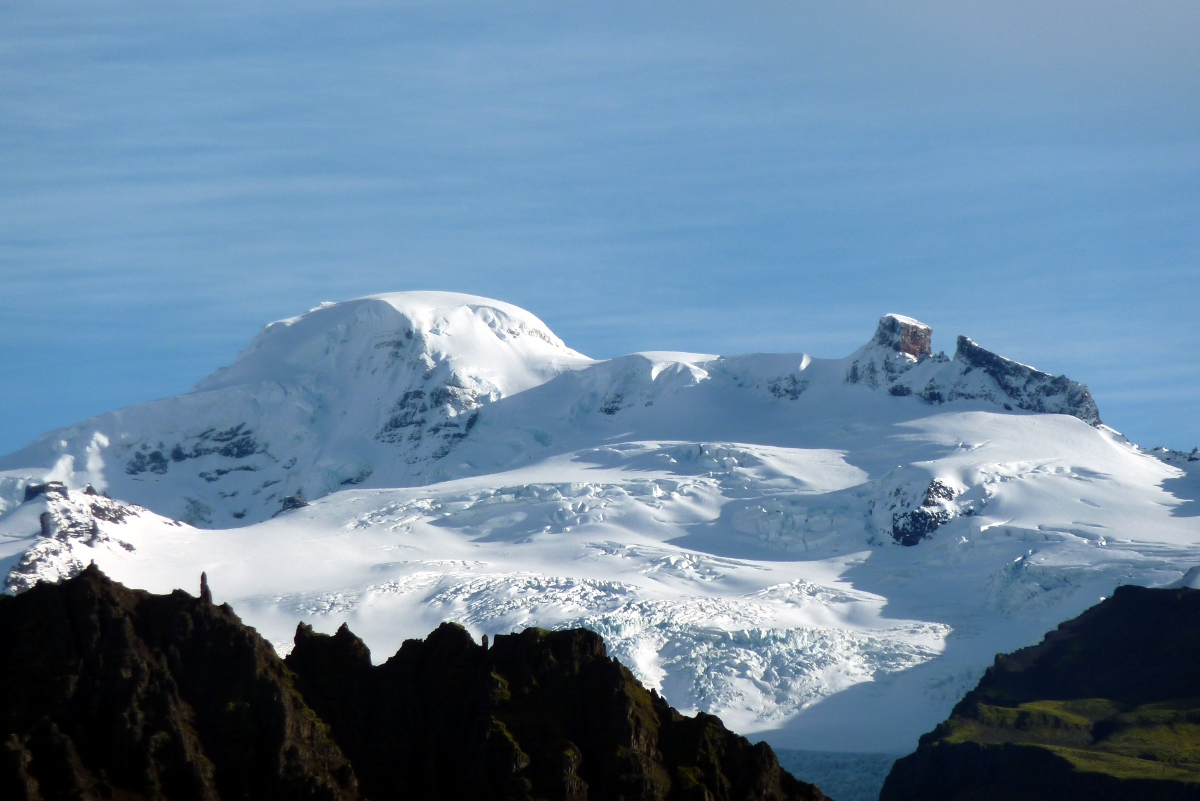
Вид на Ерайвайокутль та Гваннадальсхнукюр зі Скавтафетль

 Широкі водно-болотяні угіддя та великі терени розташовані поблизу східної сторони льодовика і прямують далі на схід, навколо Снайфетля. Ці території є важливим місцем проживання оленів та рожеволапих гусей.
Південна сторона Ватнайокутля характеризується багатьма високими, величними гірськими хребтами, з низхідними льодовиками, що спускаються між горами на низовини. У найпівденнішій частині льодовика розташований центральний вулкан Ерайвайокутль і найвища вершина Ісландії — Гваннадальсхнукюр. Оточений високим льодом, рослинний оазис Скавтафетль височіє над чорними пісками, відкладеними на захід від нього річкою Скейдарау. Ці піски в основному складаються з попелу, який походить від частих вивержень у Ґрімсвотні і потрапляє на узбережжя під час йокульхльойпів (ісл. jökullhlaup) або льодовикових повеней.
Значна вулканічна активність також характеризує ландшафт на захід від Ватнайокутля, де упродовж історичних часів відбулися два найбільші у світі тріщинні та лавові виверження в Ельдґ'яу у 934 році та Лакі у 1783—1784 рр. Вонарскард, на північний захід від льодовика, — це барвиста високотемпературна зона і вододіл між Північною та Південною Ісландією.

## Клімат

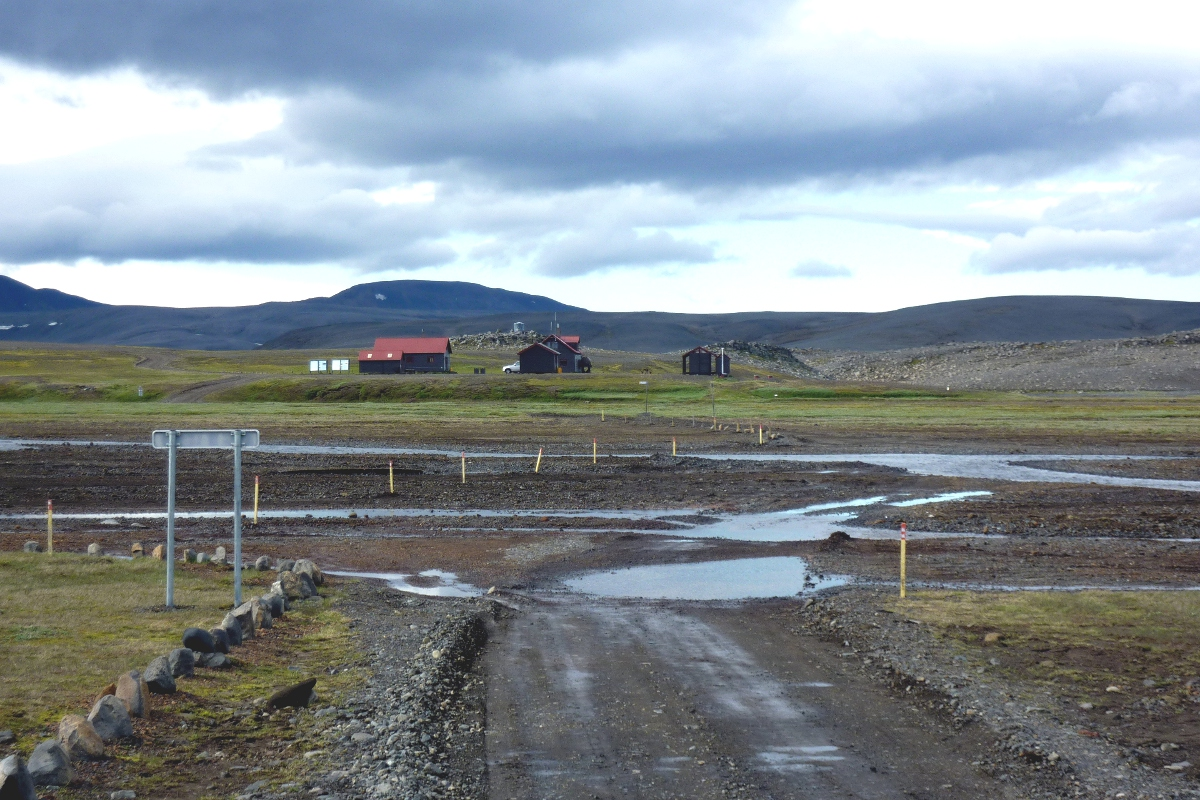
Долина Nýidalur розташована коло самого центру Ісляндії, на гірській дорозі F26. Снігопади тут можливі у будь-яку пору року, тому ті, хто подорожує, мають бути готові до таких умов та перевіряти прогноз погоди, перш ніж подорожувати сюди.

На такій великій місцевості, як цей Національний парк з його широким діапазоном висот, погода може значно різнитися.
Опади в низинних районах на південь від льодовикової шапки Ватнайокутль є значними, і коливаються від 1000 мм до 3000 мм на рік. Температура коливається від 10°C до 20°C влітку, тоді як зими є досить м'якими (взимку температура рідко опускається нижче -10°C, і загалом є часто значно вище точки замерзання).
У горах і на самій льодовиковій шапці річна кількість опадів може досягати від 4000 до 5000 мм, здебільшого у вигляді снігу. Після зими з великою кількістю опадів глибина снігу на Öræfajökull становить від 10 до 15 м. Згодом частина снігу тане, а з решти утворюється глетчерний лід. Цей процес відбувається всюди над сніговою лінією на льодовиковій шапці Ватнайокутля.
Температура взимку у південній частині льодовикової шапки майже завжди нижче нуля і може досягати -20 °C або -30 °C. Сильні вітри та сніговії є звичайними явищами тут, тому їх слід враховувати вплив холодного вітру, оскільки він може мати значний вплив на перебування людей ззовні, навіть якщо температура навколишнього середовища відносно висока.
Далі на північ за крижаною шапкою щорічна кількість опадів зменшується. На північний схід від крижаної шапки кількість опадів опускається до 350-450 мм на рік, що є найнижчим показником у всій Ісландії. Кількість опадів зростає ближче до північного узбережжя та в деяких частинах високогір’я, наприклад коло Аск’ї. Взимку у ясну та спокійну погоду температура може падати досить низько.
Південні вітри, як правило, означають незначні опади на півночі або ж їхню повну відсутність, разом з більш високими температурами. Північні вітри приносять хмари, з прохолодною та ймовірно вологою погодою на півночі, тоді як на півдні країни погода яскравіша та м’якіша. Те саме стосується західних або південно-західних вітрів, які приносять теплішу погоду на сході. Навпаки відбувається зі східними вітрами, які приносять прохолоду та опади на сході та суху і сприятливішу погоду на заході Ісландії. Це результат такого явища, як феновий вітер. Вологе, досить прохолодне повітря піднімається, коли наближається до високогір’я; потім конденсат випадає у високогір'ї у вигляді дощу, тоді як тепліше та більш сухе повітря стікає до нижньої частини ґрунту з протилежного боку. Різниця в температурі може становити 10 °С і більше.

## Послуги

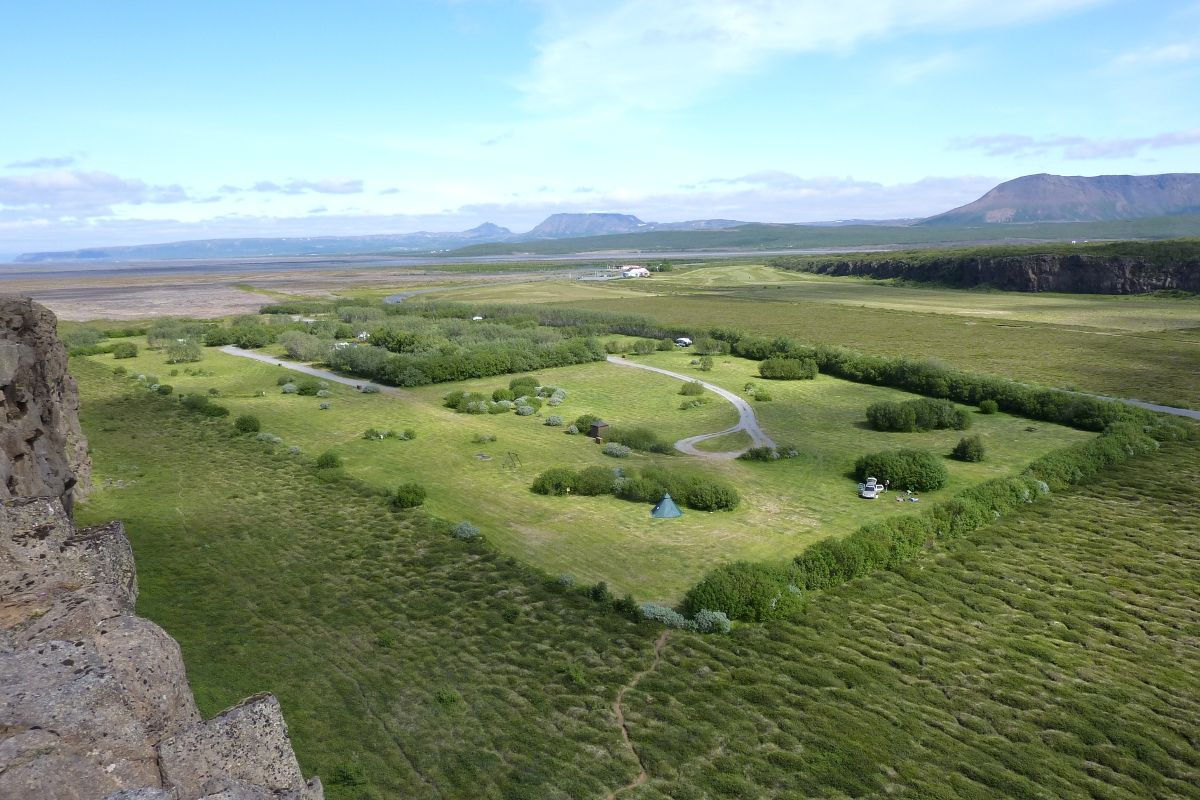
Кемпінг в Аусбірґі. Видно Глюфрастофу, центр відвідувачів національного парку Ватнайокудль.

Національний парк Ватнайокутль поділений на чотири території, кожна з яких управляється на місцевому рівні.